# Безводное сельское поселение
Безводное сельское поселение — муниципальное образование в составе Курганинского района Краснодарского края России.
В рамках административно-территориального устройства Краснодарского края ему соответствует Безводный сельский округ.
Административный центр — посёлок Степной.

## Население
| 2010  | 2012  | 2013  | 2014  | 2015  | 2016  | 2017  |
| ----- | ----- | ----- | ----- | ----- | ----- | ----- |
| 4630  | ↗4697 | ↗4705 | ↘4695 | ↗4725 | ↗4741 | ↘4673 |
| 2018  | 2019  | 2020  | 2021  | 2023  |       |       |
| ↘4615 | ↘4532 | ↘4511 | ↘4162 | ↘4076 |       |       |

## Населённые пункты
В состав сельского поселения (сельского округа) входят 6 населённых пунктов:
| № | Населённый пункт    | Тип населённого пункта | Население (чел.) |
| - | ------------------- | ---------------------- | ---------------- |
| 1 | Степной             | посёлок                | ↘2217            |
| 2 | Андрее-Дмитриевский | посёлок                | ↘414             |
| 3 | Кочергин            | хутор                  | ↘362             |
| 4 | Михайлов            | хутор                  | ↘34              |
| 5 | Светлая Заря        | хутор                  | ↘1114            |
| 6 | Щебенозаводской     | посёлок                | ↘489             |